# マンドリカルド

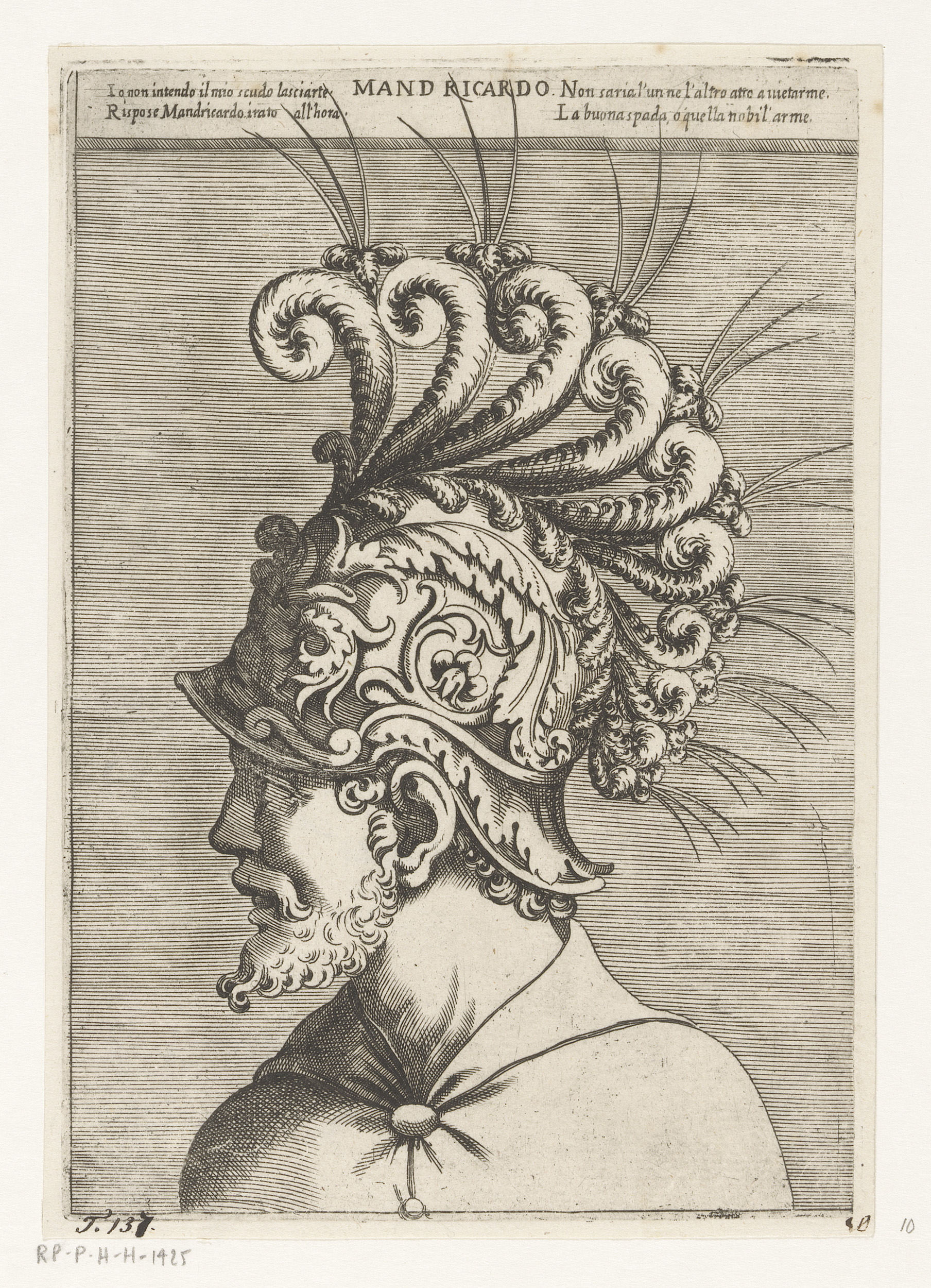
マンドリカルド

マンドリカルド（Mandricardo）は、ルネサンス期イタリアのマッテーオ・マリーア・ボイアルドによる未完の叙事詩『恋するオルランド』、その後を続編という形式をとって描かれた叙事詩であるルドヴィーコ・アリオストの『狂えるオルランド』、『狂えるオルランド』の派生作品であるロペ・デ・ベガの『ロドモンテの嫉妬』、『契丹のアンジェリカ』等に登場する架空の人物。
タタールの王族でサラセン人、アグリカンを父にもつ。ローランによって父が討たれたことをきっかけに、ヘクトールの剣であるデュランダルを求めて冒険者となった。
元より粗暴で傲慢な性格であったが、ローランとの決闘後デュランダルを手に入れてからそれに拍車がかかり、自らの装備を過信し、ロジェロに討たれるという形で命を落とした。
『ロドモンテの嫉妬』では、カンドリマンドという弟とセラウラという妹がいる。

## 恋するオルランドでのマンドリカルド

### 3巻1章
粗暴な独裁者としてタタールに君臨していたマンドリカルドは、一人の老人からパラディンのローランにより父であるアグリカンが討たれたことを知る。復讐心に燃えたマンドリカルドは老人の促すまま自らの武勇のみでローランを打倒すると決意し、身分を隠した上武器や馬も持たずにタタールを出国する。道中（アルメニア地域にて）武器などを得るため見つけた泉のそばにある天幕に侵入、鎧と馬を奪うも魔術の炎にて下着ごと全て焼かれてしまう。泉に飛び込んだところで乙女に会い、近くの城にヘクトールの武具（デュランダルを除く）がしまわれているということを教えられ、「あなたにヘクトールの武具を手に入れる勇気があるのなら案内しましょう」と告げられる。マンドリカルドは一瞬躊躇したがその話に乗り、ヘクトールの武具を手に入れる旅を始めた。

### 3巻2章
武具を手に入れるためまずマンドリカルドに与えられた試練として、まず捕らわれていたグラダッソ（セリカン王）との戦闘があり、槍を互いに砕きながらもマンドリカルドが勝利。だが武具を置いてある城に入ることのできる時間が過ぎたため、マンドリカルドは他の城へと宿泊したがそこに巨人が襲来。戦闘となったがマンドリカルドは巨人を城の水路に叩き落とすという形で倒す。更に武具のある城では膨大な量の穀物を刈り尽くし、畑の中にある大木を根元から引き抜き、大木を抜いた穴から這い出た大蛇を殺したりと試練を突破。ヘクトールの鎧などを授けられる。妖精の主に『デュランダルを手に入れるまで、それ以外の剣を使わない』という誓いを立てさせられた後、ひとまずタタールへと戻る旅を始める。

### 3巻3章
マンドリカルドはグラダッソと共に旅をしていた。ある海岸にて乙女ルキアナが縛られているのを発見、海魔オルクへの生贄であることを知りオルクの打倒を決定。マンドリカルドは策を講じてオルクを巨大な溝の中に落とし、ルキアナを救う。そのお礼として船に乗せてもらっていたのだが再びオルクが出現、今度はなんとか逃げ切りアクア・モルタ（スペインとフランスを分かつ山の中にある）へと漂着、情報を集めているところでアグラマンテとシャルルマーニュの戦闘に遭遇する。

### 3巻5章
ブラダマンテとはぐれたロジェロに出会う。マンドリカルドはロジェロの持つ盾（鷲のコート・オブ・アームズが描かれている）を見るや否や「なんの権利をもってその盾を所有している」と詰め寄る。自らがヘクトールの子孫であることを告げられ、逆になぜ武具の所有権を主張するのかとロジェロに問われる。マンドリカルドはヘクトールの鎧を手に入れた経緯とを説明し、盾の所有権を巡って決闘しようと持ちかける。ロジェロはマンドリカルドが剣を持っていないことに気づき戦うことをためらった。その中にグラダッソが「デュランダルを手に入れる権利は自分にある」と割って入り、互いに近くの木を引き抜いて戦闘。後にやってきた騎士であるフロリマールによりそれは仲裁されデュランダルの現保持者であるローランの元へと案内すると言われるが、人数が一人多いということで一人不参加になる者をくじで決めたところマンドリカルドがそのはずれを引く。結果、マンドリカルドは一行と分かれ、単身アグラマンテの野営地へと向かうことになる。

## 狂えるオルランドでのマンドリカルド

### 14歌
シリアにある魔女の城でヘクトールの鎧を手に入れた武勇譚と、デュランダルを手にするまで他の剣を帯びないと誓ったことが語られる。ローランを追う最中ロドモンテと結婚する予定であったグラナダ（スペインの都市）王女ドラリーチェの輿入れ行列を見かけたマンドリカルドは、美人と言われた王女を一目見たいがために襲撃。「護衛がその任務に相応しいか試す」と謳い警備隊を蹴散らした末に、王女を口説き落として拐っている。

### 23歌
マンドリカルドは追っていたローランと遭遇。デュランダルを賭けた決闘を挑む。デュランダルを木に吊して戦うこととなったが、マンドリカルドを乗せていた馬が暴走し何処かへと走り去ってしまい戦闘は中断した。ローランはマンドリカルドを追いかけたのだが、途中カタイの美姫であるアンジェリカがイスラム軍の一兵卒と結婚していたことを知った。

### 24歌
服を脱ぎ捨てデュランダルや愛馬ブリリアドーロも置き去りにし発狂したローラン。その友人であるスコットランドの王子ゼルビンが投げ出された装備たちを松の木に立てかけ安直していたのだが、戻ってきたマンドリカルドがデュランダルを強奪。マンドリカルドの卑劣な行いを止めようとしたゼルビンによりマンドリカルドは強烈な攻撃を受けるも、ヘクトールの鎧に込められた魔力によって傷を負うことなくゼルビンをデュランダルで殺害。イスラム軍の戦線へ帰るついでに、ローランの名馬ブリリアドーロも強奪している。途中ロドモンテに遭遇し戦闘へ発展しているが、ここもヘクトールの鎧によって無傷。だが勝負はつかず、二人はアグラマンテを救出するため休戦している。

### 26歌
女帝マルフィーザと交戦するが互いの装備している鎧に阻まれ決着がつかず、ここも一度休戦してアグラマンテの救出へと向かうことになる。道中合流したロジェロの持つ盾を見て「なぜヘクトールのコート・オブ・アームズである鷲の紋章をつけているのか」とふっかけ言い合いになる。愛馬フロンティーノやドラリーチェについても言い争いが発生し、結果的にマンドリカルド、マルフィーザ、ロジェロ、ロドモンテの4人が乱闘を開始。今回もアグラマンテの救出のために中断、マルフィーザにマンドリカルドは好敵手と認められる。この時マンドリカルドはマルフィーザを口説こうとしていたがあっさりと拒まれている。

### 27歌
先述の4人でフランス軍の包囲網を突破しアグラマンテを救出、シャルルの軍勢をパリまで押し返す。デュランダルを長らく求めていたグラダッソ、マンドリカルドの手にあるデュランダルを見て所有権を主張。これがイスラム軍内の不和の種となる。

### 29歌
ロジェロとの決闘が始まる。これまでの戦いでヘクトールの鎧が帯びる力を知ったマンドリカルドは慢心し、この戦いに勝てるということを確信する。しかしロジェロが持つ魔剣ベリサルダの『あらゆる守りを貫通する』力の前に敗北。脇腹から心臓を刺し貫かれ死ぬ間際に、デュランダルでロジェロの頭を打ち二寸ほど頭蓋骨をめり込ませている。そのままマンドリカルドは馬上にて絶命。このときにデュランダルやヘクトールの鎧、ブリリアドーロなどは奪われている。